# Estación Piñero
Piñero es el nombre de una estación ferroviaria ubicada en las afueras de la ciudad de José C. Paz, Provincia de Buenos Aires, Argentina. Pertenece al Ferrocarril General Urquiza de la red ferroviaria argentina.

## Servicios
No presenta servicios de pasajeros ni de cargas. Hasta 2011, por sus vías corrían servicios de pasajeros desde Estación Federico Lacroze hacia la Estación Posadas en la provincia de Misiones. El servicio se encuentra suspendido permanentemente dada la continuidad de sucesos que afectaron la operación del tren de pasajeros en este corredor.
Desde ese año no presenta servicio de cargas, a pesar de que el ramal está bajo jurisdicción de la empresa estatal Trenes Argentinos Cargas.

## Toponimia
Debe su nombre a Mateo Piñero, quien fuera propietario de una gran extensión de tierra donde se construyó la estación.